# Округ Калхун (Тексас)
Округ Калхун (енгл. Calhoun County) је округ у америчкој савезној држави Тексас. По попису из 2010. године број становника је 21.381.

## Демографија
Према попису становништва из 2010. у округу је живело 21.381 становника, што је 734 (3,6%) становника више него 2000. године.
| Група             | 2000.          | 2010.         |
| Белци             | 10.774 (52,2%) | 9.794 (45,8%) |
| Афроамериканци    | 542 (2,6%)     | 565 (2,6%)    |
| Азијати           | 675 (3,3%)     | 948 (4,4%)    |
| Хиспаноамериканци | 8.448 (40,9%)  | 9.922 (46,4%) |
| Укупно            | 20.647         | 21.381        |